# 白店乡
白店乡，是中华人民共和国河南省信阳市潢川县下辖的一个乡镇级行政单位。

## 行政区划
白店乡下辖以下地区：
响塘村、高庄村、罗大塘村、桂陈村、赵冲村、肖围村、周寨村、白店村、龚营村、潘店村、彭店村、秦集村、杨围村、陈湾村、刘寨村、杨集村、高庙村、陈楼村、艾庙村、王店村和陈岗村。